# Liste des planètes mineures non numérotées découvertes en janvier 2019
Pour un article plus général, voir Liste des planètes mineures non numérotées découvertes en 2019.
Pour un article plus général, voir Liste des planètes mineures.
Cet article dresse la liste des planètes mineures (astéroïdes, centaures, objets transneptuniens et assimilés) non numérotées découvertes en janvier 2019 dans l'ordre de leur découverte.
Au 15 janvier 2025, 661 077 des 1 434 993 planètes mineures répertoriées par le Centre des planètes mineures ne sont pas encore numérotées, soit 46,07 %.

## Rappel concernant la désignation provisoire
La désignation provisoire indique l'ordre de découverte de ces objets. En effet, cette désignation est composée de l'année de découverte (par exemple 2019) suivie de la quinzaine (demi-mois) de découverte (p.e. A = 1-15 janvier) puis de l'ordre de découverte dans cette quinzaine. Cet ordre est indiqué par une lettre et éventuellement un chiffre comme suit : A pour la première découverte, B pour la deuxième, ..., Z pour la 25e (le I n'est pas utilisé pour éviter la confusion avec 1), A1 pour la 26e, B1 pour la 27e, etc. , Z1 pour la 50e, A2 pour la 51e, B2 pour la 52e, etc. L'ordre de la numérotation ne suit donc pas l'ordre alphanumérique. 2019 AA1 suit ainsi 2019 AZ et précède 2019 AB1.

## Liste

### Du1erau 15 janvier 2019
- 2019 AB
- 2019 AC
- 2019 AD
- 2019 AJ
- 2019 AL
- 2019 AM
- 2019 AN
- 2019 AO
- 2019 AP
- 2019 AQ
- 2019 AR
- 2019 AS
- 2019 AT
- 2019 AU
- 2019 AV
- 2019 AW
- 2019 AX
- 2019 AY
- 2019 AZ
- 2019 AA1
- 2019 AB1
- 2019 AD1
- 2019 AF1
- 2019 AG1
- 2019 AH1
- 2019 AK1
- 2019 AL1
- 2019 AM1
- 2019 AN1
- 2019 AO1
- 2019 AQ1
- 2019 AT1
- 2019 AU1
- 2019 AV1
- 2019 AX1
- 2019 AY1
- 2019 AZ1
- 2019 AA2
- 2019 AB2
- 2019 AC2
- 2019 AD2
- 2019 AE2
- 2019 AF2
- 2019 AG2
- 2019 AH2
- 2019 AJ2
- 2019 AK2
- 2019 AL2
- 2019 AM2
- 2019 AN2
- 2019 AO2
- 2019 AP2
- 2019 AQ2
- 2019 AR2
- 2019 AS2
- 2019 AT2
- 2019 AU2
- 2019 AV2
- 2019 AW2
- 2019 AX2
- 2019 AY2
- 2019 AZ2
- 2019 AA3
- 2019 AB3
- 2019 AC3
- 2019 AD3
- 2019 AE3
- 2019 AF3
- 2019 AG3
- 2019 AH3
- 2019 AJ3
- 2019 AK3
- 2019 AM3
- 2019 AN3
- 2019 AO3
- 2019 AP3
- 2019 AQ3
- 2019 AR3
- 2019 AS3
- 2019 AT3
- 2019 AU3
- 2019 AV3
- 2019 AW3
- 2019 AX3
- 2019 AY3
- 2019 AZ3
- 2019 AB4
- 2019 AC4
- 2019 AD4
- 2019 AE4
- 2019 AF4
- 2019 AG4
- 2019 AH4
- 2019 AK4
- 2019 AL4
- 2019 AM4
- 2019 AO4
- 2019 AR4
- 2019 AS4
- 2019 AT4
- 2019 AU4
- 2019 AV4
- 2019 AW4
- 2019 AX4
- 2019 AY4
- 2019 AB5
- 2019 AC5
- 2019 AD5
- 2019 AF5
- 2019 AG5
- 2019 AJ5
- 2019 AL5
- 2019 AM5
- 2019 AO5
- 2019 AP5
- 2019 AQ5
- 2019 AR5
- 2019 AS5
- 2019 AU5
- 2019 AV5
- 2019 AW5
- 2019 AX5
- 2019 AY5
- 2019 AZ5
- 2019 AC6
- 2019 AE6
- 2019 AF6
- 2019 AJ6
- 2019 AK6
- 2019 AL6
- 2019 AM6
- 2019 AN6
- 2019 AO6
- 2019 AP6
- 2019 AQ6
- 2019 AR6
- 2019 AS6
- 2019 AT6
- 2019 AU6
- 2019 AV6
- 2019 AW6
- 2019 AY6
- 2019 AZ6
- 2019 AA7
- 2019 AC7
- 2019 AD7
- 2019 AF7
- 2019 AG7
- 2019 AH7
- 2019 AJ7
- 2019 AK7
- 2019 AL7
- 2019 AM7
- 2019 AN7
- 2019 AO7
- 2019 AP7
- 2019 AQ7
- 2019 AR7
- 2019 AS7
- 2019 AT7
- 2019 AU7
- 2019 AV7
- 2019 AW7
- 2019 AX7
- 2019 AY7
- 2019 AZ7
- 2019 AB8
- 2019 AC8
- 2019 AE8
- 2019 AG8
- 2019 AH8
- 2019 AJ8
- 2019 AK8
- 2019 AL8
- 2019 AM8
- 2019 AN8
- 2019 AO8
- 2019 AP8
- 2019 AQ8
- 2019 AR8
- 2019 AS8
- 2019 AT8
- 2019 AU8
- 2019 AW8
- 2019 AX8
- 2019 AY8
- 2019 AZ8
- 2019 AA9
- 2019 AB9
- 2019 AC9
- 2019 AD9
- 2019 AE9
- 2019 AF9
- 2019 AJ9
- 2019 AK9
- 2019 AM9
- 2019 AN9
- 2019 AO9
- 2019 AP9
- 2019 AQ9
- 2019 AR9
- 2019 AS9
- 2019 AT9
- 2019 AU9
- 2019 AV9
- 2019 AW9
- 2019 AY9
- 2019 AZ9
- 2019 AA10
- 2019 AB10
- 2019 AC10
- 2019 AD10
- 2019 AE10
- 2019 AF10
- 2019 AG10
- 2019 AH10
- 2019 AJ10
- 2019 AK10
- 2019 AL10
- 2019 AM10
- 2019 AN10
- 2019 AO10
- 2019 AQ10
- 2019 AR10
- 2019 AS10
- 2019 AT10
- 2019 AU10
- 2019 AV10
- 2019 AW10
- 2019 AX10
- 2019 AY10
- 2019 AA11
- 2019 AB11
- 2019 AC11
- 2019 AD11
- 2019 AE11
- 2019 AF11
- 2019 AG11
- 2019 AH11
- 2019 AJ11
- 2019 AK11
- 2019 AL11
- 2019 AM11
- 2019 AN11
- 2019 AO11
- 2019 AP11
- 2019 AQ11
- 2019 AR11
- 2019 AS11
- 2019 AT11
- 2019 AU11
- 2019 AV11
- 2019 AW11
- 2019 AX11
- 2019 AY11
- 2019 AZ11
- 2019 AA12
- 2019 AB12
- 2019 AC12
- 2019 AD12
- 2019 AF12
- 2019 AG12
- 2019 AH12
- 2019 AJ12
- 2019 AK12
- 2019 AL12
- 2019 AM12
- 2019 AN12
- 2019 AO12
- 2019 AP12
- 2019 AR12
- 2019 AT12
- 2019 AV12
- 2019 AX12
- 2019 AY12
- 2019 AZ12
- 2019 AB13
- 2019 AC13
- 2019 AD13
- 2019 AE13
- 2019 AF13
- 2019 AG13
- 2019 AH13
- 2019 AJ13
- 2019 AK13
- 2019 AL13
- 2019 AM13
- 2019 AN13
- 2019 AO13
- 2019 AP13
- 2019 AQ13
- 2019 AR13
- 2019 AS13
- 2019 AT13
- 2019 AU13
- 2019 AV13
- 2019 AW13
- 2019 AX13
- 2019 AY13
- 2019 AZ13
- 2019 AA14
- 2019 AB14
- 2019 AC14
- 2019 AD14
- 2019 AE14
- 2019 AF14
- 2019 AG14
- 2019 AH14
- 2019 AJ14
- 2019 AL14
- 2019 AM14
- 2019 AN14
- 2019 AO14
- 2019 AP14
- 2019 AQ14
- 2019 AR14
- 2019 AS14
- 2019 AT14
- 2019 AU14
- 2019 AV14
- 2019 AW14
- 2019 AX14
- 2019 AY14
- 2019 AZ14
- 2019 AB15
- 2019 AG15
- 2019 AL15
- 2019 AM15
- 2019 AS15
- 2019 AT15
- 2019 AV15
- 2019 AY15
- 2019 AA16
- 2019 AE16
- 2019 AG16
- 2019 AM16
- 2019 AP16
- 2019 AQ16
- 2019 AS16
- 2019 AW16
- 2019 AY16
- 2019 AA17
- 2019 AB17
- 2019 AC17
- 2019 AD17
- 2019 AE17
- 2019 AJ17
- 2019 AL17
- 2019 AM17
- 2019 AQ17
- 2019 AR17
- 2019 AU17
- 2019 AX17
- 2019 AA18
- 2019 AE18
- 2019 AH18
- 2019 AK18
- 2019 AL18
- 2019 AN18
- 2019 AO18
- 2019 AP18
- 2019 AQ18
- 2019 AR18
- 2019 AT18
- 2019 AU18
- 2019 AC19
- 2019 AL19
- 2019 AM19
- 2019 AD20
- 2019 AE20
- 2019 AF20
- 2019 AH20
- 2019 AR20
- 2019 AU20
- 2019 AX20
- 2019 AY20
- 2019 AA21
- 2019 AB21
- 2019 AF21
- 2019 AK21
- 2019 AO21
- 2019 AQ21
- 2019 AR21
- 2019 AS21
- 2019 AU21
- 2019 AW21
- 2019 AK22
- 2019 AO22
- 2019 AS22
- 2019 AU22
- 2019 AV22
- 2019 AG23
- 2019 AH23
- 2019 AM23
- 2019 AO23
- 2019 AQ23
- 2019 AR23
- 2019 AU23
- 2019 AW23
- 2019 AZ23
- 2019 AC24
- 2019 AJ24
- 2019 AN24
- 2019 AO24
- 2019 AQ24
- 2019 AY24
- 2019 AD25
- 2019 AK25
- 2019 AP25
- 2019 AQ25
- 2019 AR25
- 2019 AS25
- 2019 AY25
- 2019 AK26
- 2019 AR26
- 2019 AY26
- 2019 AA27
- 2019 AL27
- 2019 AM27
- 2019 AO27
- 2019 AP27
- 2019 AS27
- 2019 AT27
- 2019 AU27
- 2019 AZ27
- 2019 AA28
- 2019 AC28
- 2019 AH28
- 2019 AJ28
- 2019 AK28
- 2019 AM28
- 2019 AQ28
- 2019 AW28
- 2019 AE29
- 2019 AO29
- 2019 AP29
- 2019 AQ29
- 2019 AV29
- 2019 AX29
- 2019 AZ29
- 2019 AA30
- 2019 AB30
- 2019 AD30
- 2019 AF30
- 2019 AH30
- 2019 AJ30
- 2019 AM30
- 2019 AR30
- 2019 AS30
- 2019 AT30
- 2019 AY30
- 2019 AZ30
- 2019 AA31
- 2019 AB31
- 2019 AJ31
- 2019 AK31
- 2019 AS31
- 2019 AU31
- 2019 AV31
- 2019 AY31
- 2019 AB32
- 2019 AD32
- 2019 AF32
- 2019 AJ32
- 2019 AO32
- 2019 AQ32
- 2019 AU32
- 2019 AV32
- 2019 AW32
- 2019 AX32
- 2019 AY32
- 2019 AZ32
- 2019 AD33
- 2019 AE33
- 2019 AF33
- 2019 AG33
- 2019 AJ33
- 2019 AK33
- 2019 AM33
- 2019 AN33
- 2019 AO33
- 2019 AP33
- 2019 AR33
- 2019 AU33
- 2019 AV33
- 2019 AW33
- 2019 AY33
- 2019 AC34
- 2019 AF34
- 2019 AH34
- 2019 AN34
- 2019 AO34
- 2019 AQ34
- 2019 AT34
- 2019 AU34
- 2019 AV34
- 2019 AY34
- 2019 AA35
- 2019 AC35
- 2019 AJ35
- 2019 AL35
- 2019 AQ35
- 2019 AS35
- 2019 AY35
- 2019 AZ35
- 2019 AC36
- 2019 AD36
- 2019 AF36
- 2019 AG36
- 2019 AN36
- 2019 AO36
- 2019 AQ36
- 2019 AV36
- 2019 AW36
- 2019 AX36
- 2019 AY36
- 2019 AA37
- 2019 AC37
- 2019 AD37
- 2019 AE37
- 2019 AJ37
- 2019 AK37
- 2019 AM37
- 2019 AO37
- 2019 AQ37
- 2019 AR37
- 2019 AT37
- 2019 AU37
- 2019 AV37
- 2019 AW37
- 2019 AB38
- 2019 AD38
- 2019 AF38
- 2019 AG38
- 2019 AJ38
- 2019 AL38
- 2019 AN38
- 2019 AR38
- 2019 AS38
- 2019 AT38
- 2019 AU38
- 2019 AW38
- 2019 AY38
- 2019 AB39
- 2019 AG39
- 2019 AK39
- 2019 AP39
- 2019 AU39
- 2019 AC40
- 2019 AF40
- 2019 AG40
- 2019 AK40
- 2019 AN40
- 2019 AQ40
- 2019 AR40
- 2019 AU40
- 2019 AV40
- 2019 AW40
- 2019 AY40
- 2019 AZ40
- 2019 AA41
- 2019 AF41
- 2019 AH41
- 2019 AJ41
- 2019 AK41
- 2019 AL41
- 2019 AQ41
- 2019 AR41
- 2019 AA42
- 2019 AB42
- 2019 AC42
- 2019 AN42
- 2019 AO42
- 2019 AP42
- 2019 AR42
- 2019 AX42
- 2019 AZ42
- 2019 AB43
- 2019 AC43
- 2019 AE43
- 2019 AK43
- 2019 AV43
- 2019 AC44
- 2019 AE44
- 2019 AJ44
- 2019 AL44
- 2019 AN44
- 2019 AO44
- 2019 AS44
- 2019 AV44
- 2019 AW44
- 2019 AX44
- 2019 AY44
- 2019 AZ44
- 2019 AA45
- 2019 AC45
- 2019 AD45
- 2019 AE45
- 2019 AG45
- 2019 AH45
- 2019 AK45
- 2019 AL45
- 2019 AM45
- 2019 AN45
- 2019 AP45
- 2019 AS45
- 2019 AT45
- 2019 AV45
- 2019 AX45
- 2019 AY45
- 2019 AA46
- 2019 AB46
- 2019 AC46
- 2019 AF46
- 2019 AG46
- 2019 AH46
- 2019 AJ46
- 2019 AL46
- 2019 AM46
- 2019 AP46
- 2019 AQ46
- 2019 AR46
- 2019 AT46
- 2019 AU46
- 2019 AV46
- 2019 AY46
- 2019 AZ46
- 2019 AA47
- 2019 AB47
- 2019 AC47
- 2019 AE47
- 2019 AF47
- 2019 AG47
- 2019 AH47
- 2019 AK47
- 2019 AN47
- 2019 AP47
- 2019 AQ47
- 2019 AS47
- 2019 AT47
- 2019 AX47
- 2019 AZ47
- 2019 AA48
- 2019 AB48
- 2019 AC48
- 2019 AD48
- 2019 AE48
- 2019 AL48
- 2019 AM48
- 2019 AN48
- 2019 AP48
- 2019 AR48
- 2019 AS48
- 2019 AT48
- 2019 AU48
- 2019 AV48
- 2019 AW48
- 2019 AX48
- 2019 AY48
- 2019 AZ48
- 2019 AA49
- 2019 AC49
- 2019 AD49
- 2019 AF49
- 2019 AG49
- 2019 AH49
- 2019 AM49
- 2019 AN49
- 2019 AO49
- 2019 AP49
- 2019 AQ49
- 2019 AT49
- 2019 AU49
- 2019 AV49
- 2019 AW49
- 2019 AY49
- 2019 AZ49
- 2019 AB50
- 2019 AE50
- 2019 AH50
- 2019 AJ50
- 2019 AN50
- 2019 AO50
- 2019 AP50
- 2019 AT50
- 2019 AU50
- 2019 AV50
- 2019 AW50
- 2019 AX50
- 2019 AY50
- 2019 AZ50
- 2019 AA51
- 2019 AC51
- 2019 AD51
- 2019 AE51
- 2019 AF51
- 2019 AG51
- 2019 AJ51
- 2019 AL51
- 2019 AM51
- 2019 AO51
- 2019 AP51
- 2019 AQ51
- 2019 AR51
- 2019 AS51
- 2019 AT51
- 2019 AV51
- 2019 AW51
- 2019 AX51
- 2019 AY51
- 2019 AZ51
- 2019 AB52
- 2019 AC52
- 2019 AD52
- 2019 AE52
- 2019 AF52
- 2019 AH52
- 2019 AJ52
- 2019 AK52
- 2019 AL52
- 2019 AM52
- 2019 AN52
- 2019 AO52
- 2019 AQ52
- 2019 AR52
- 2019 AS52
- 2019 AV52
- 2019 AW52
- 2019 AY52
- 2019 AZ52
- 2019 AB53
- 2019 AC53
- 2019 AE53
- 2019 AF53
- 2019 AH53
- 2019 AJ53
- 2019 AL53
- 2019 AM53
- 2019 AN53
- 2019 AO53
- 2019 AP53
- 2019 AQ53
- 2019 AR53
- 2019 AS53
- 2019 AT53
- 2019 AU53
- 2019 AY53
- 2019 AZ53
- 2019 AA54
- 2019 AB54
- 2019 AD54
- 2019 AE54
- 2019 AF54
- 2019 AH54
- 2019 AK54
- 2019 AL54
- 2019 AN54
- 2019 AP54
- 2019 AS54
- 2019 AZ54
- 2019 AB55
- 2019 AE55
- 2019 AJ55
- 2019 AL55
- 2019 AN55
- 2019 AO55
- 2019 AP55
- 2019 AQ55
- 2019 AU55
- 2019 AV55
- 2019 AZ55
- 2019 AF56
- 2019 AG56
- 2019 AJ56
- 2019 AM56
- 2019 AN56
- 2019 AP56
- 2019 AR56
- 2019 AT56
- 2019 AU56
- 2019 AV56
- 2019 AW56
- 2019 AX56
- 2019 AY56
- 2019 AC57
- 2019 AD57
- 2019 AE57
- 2019 AF57
- 2019 AJ57
- 2019 AK57
- 2019 AL57
- 2019 AM57
- 2019 AN57
- 2019 AQ57
- 2019 AR57
- 2019 AS57
- 2019 AT57
- 2019 AU57
- 2019 AV57
- 2019 AY57
- 2019 AA58
- 2019 AF58
- 2019 AG58
- 2019 AH58
- 2019 AJ58
- 2019 AK58
- 2019 AM58
- 2019 AN58
- 2019 AO58
- 2019 AQ58
- 2019 AS58
- 2019 AT58
- 2019 AZ58
- 2019 AH59
- 2019 AL59
- 2019 AP59
- 2019 AQ59
- 2019 AU59
- 2019 AX59
- 2019 AY59
- 2019 AB60
- 2019 AD60
- 2019 AE60
- 2019 AK60
- 2019 AO60
- 2019 AQ60
- 2019 AR60
- 2019 AS60
- 2019 AY60
- 2019 AZ60
- 2019 AA61
- 2019 AB61
- 2019 AE61
- 2019 AF61
- 2019 AG61
- 2019 AH61
- 2019 AJ61
- 2019 AO61
- 2019 AP61
- 2019 AQ61
- 2019 AR61
- 2019 AT61
- 2019 AX61
- 2019 AY61
- 2019 AA62
- 2019 AB62
- 2019 AC62
- 2019 AD62
- 2019 AE62
- 2019 AG62
- 2019 AH62
- 2019 AJ62
- 2019 AK62
- 2019 AL62
- 2019 AM62
- 2019 AN62
- 2019 AO62
- 2019 AP62
- 2019 AR62
- 2019 AS62
- 2019 AT62
- 2019 AU62
- 2019 AW62
- 2019 AX62
- 2019 AY62
- 2019 AZ62
- 2019 AB63
- 2019 AC63
- 2019 AD63
- 2019 AE63
- 2019 AF63
- 2019 AG63
- 2019 AJ63
- 2019 AK63
- 2019 AL63
- 2019 AM63
- 2019 AN63
- 2019 AO63
- 2019 AP63
- 2019 AQ63
- 2019 AR63
- 2019 AS63
- 2019 AT63
- 2019 AU63
- 2019 AW63
- 2019 AX63
- 2019 AZ63
- 2019 AA64
- 2019 AB64
- 2019 AC64
- 2019 AD64
- 2019 AE64
- 2019 AG64
- 2019 AH64
- 2019 AK64
- 2019 AN64
- 2019 AO64
- 2019 AQ64
- 2019 AS64
- 2019 AW64
- 2019 AY64
- 2019 AA65
- 2019 AB65
- 2019 AC65
- 2019 AD65
- 2019 AE65
- 2019 AF65
- 2019 AG65
- 2019 AH65
- 2019 AJ65
- 2019 AK65
- 2019 AM65
- 2019 AN65
- 2019 AO65
- 2019 AP65
- 2019 AQ65
- 2019 AR65
- 2019 AS65
- 2019 AT65
- 2019 AU65
- 2019 AV65
- 2019 AW65
- 2019 AY65
- 2019 AA66
- 2019 AE66
- 2019 AL66
- 2019 AM66
- 2019 AP66
- 2019 AS66
- 2019 AT66
- 2019 AU66
- 2019 AW66
- 2019 AX66
- 2019 AY66
- 2019 AZ66
- 2019 AD67
- 2019 AH67
- 2019 AJ67
- 2019 AK67
- 2019 AL67
- 2019 AM67
- 2019 AN67
- 2019 AO67
- 2019 AP67
- 2019 AQ67
- 2019 AR67
- 2019 AT67
- 2019 AW67
- 2019 AX67
- 2019 AY67
- 2019 AZ67
- 2019 AA68
- 2019 AB68
- 2019 AD68
- 2019 AE68
- 2019 AF68
- 2019 AH68
- 2019 AJ68
- 2019 AK68
- 2019 AL68
- 2019 AM68
- 2019 AN68
- 2019 AO68
- 2019 AP68
- 2019 AR68
- 2019 AV68
- 2019 AY68
- 2019 AZ68
- 2019 AA69
- 2019 AB69
- 2019 AC69
- 2019 AD69
- 2019 AE69
- 2019 AF69
- 2019 AG69
- 2019 AJ69
- 2019 AK69
- 2019 AL69
- 2019 AM69
- 2019 AN69
- 2019 AO69
- 2019 AP69
- 2019 AQ69
- 2019 AR69
- 2019 AT69
- 2019 AV69
- 2019 AY69
- 2019 AZ69
- 2019 AA70
- 2019 AC70
- 2019 AD70
- 2019 AE70
- 2019 AF70
- 2019 AG70
- 2019 AJ70
- 2019 AK70
- 2019 AL70
- 2019 AM70
- 2019 AN70
- 2019 AO70
- 2019 AQ70
- 2019 AR70
- 2019 AS70
- 2019 AT70
- 2019 AU70
- 2019 AV70
- 2019 AY70
- 2019 AA71
- 2019 AD71
- 2019 AE71
- 2019 AF71
- 2019 AG71
- 2019 AJ71
- 2019 AK71
- 2019 AL71
- 2019 AM71
- 2019 AN71
- 2019 AP71
- 2019 AQ71
- 2019 AR71
- 2019 AS71
- 2019 AT71
- 2019 AU71
- 2019 AV71
- 2019 AX71
- 2019 AA72
- 2019 AB72
- 2019 AC72
- 2019 AG72
- 2019 AH72
- 2019 AJ72
- 2019 AK72
- 2019 AL72
- 2019 AO72
- 2019 AP72
- 2019 AQ72
- 2019 AR72
- 2019 AS72
- 2019 AT72
- 2019 AV72
- 2019 AW72
- 2019 AX72
- 2019 AY72
- 2019 AZ72
- 2019 AA73
- 2019 AB73
- 2019 AD73
- 2019 AE73
- 2019 AG73
- 2019 AJ73
- 2019 AK73
- 2019 AL73
- 2019 AM73
- 2019 AN73
- 2019 AO73
- 2019 AQ73
- 2019 AR73
- 2019 AS73
- 2019 AT73
- 2019 AU73
- 2019 AW73
- 2019 AY73
- 2019 AZ73
- 2019 AA74
- 2019 AB74
- 2019 AC74
- 2019 AD74
- 2019 AE74
- 2019 AF74
- 2019 AG74
- 2019 AH74
- 2019 AJ74
- 2019 AK74
- 2019 AL74
- 2019 AM74
- 2019 AN74
- 2019 AO74
- 2019 AP74
- 2019 AR74
- 2019 AS74
- 2019 AT74
- 2019 AU74
- 2019 AV74
- 2019 AX74
- 2019 AY74
- 2019 AZ74
- 2019 AA75
- 2019 AC75
- 2019 AD75
- 2019 AE75
- 2019 AG75
- 2019 AH75
- 2019 AJ75
- 2019 AK75
- 2019 AL75
- 2019 AM75
- 2019 AN75
- 2019 AO75
- 2019 AP75
- 2019 AR75
- 2019 AS75
- 2019 AT75
- 2019 AV75
- 2019 AW75
- 2019 AX75
- 2019 AY75
- 2019 AZ75
- 2019 AA76
- 2019 AB76
- 2019 AC76
- 2019 AD76
- 2019 AE76
- 2019 AF76
- 2019 AG76
- 2019 AH76
- 2019 AJ76
- 2019 AK76
- 2019 AL76
- 2019 AM76
- 2019 AO76
- 2019 AP76
- 2019 AQ76
- 2019 AR76
- 2019 AS76
- 2019 AT76
- 2019 AU76
- 2019 AV76
- 2019 AW76
- 2019 AX76
- 2019 AY76
- 2019 AZ76
- 2019 AA77
- 2019 AB77
- 2019 AC77
- 2019 AD77
- 2019 AE77
- 2019 AF77
- 2019 AJ77
- 2019 AM77
- 2019 AN77
- 2019 AO77
- 2019 AP77
- 2019 AQ77
- 2019 AS77
- 2019 AT77
- 2019 AU77
- 2019 AV77
- 2019 AW77
- 2019 AX77
- 2019 AY77
- 2019 AZ77
- 2019 AA78
- 2019 AC78
- 2019 AD78
- 2019 AE78
- 2019 AF78
- 2019 AG78
- 2019 AH78
- 2019 AJ78
- 2019 AK78
- 2019 AL78
- 2019 AM78
- 2019 AN78
- 2019 AO78
- 2019 AP78
- 2019 AQ78
- 2019 AR78
- 2019 AS78
- 2019 AT78
- 2019 AU78
- 2019 AV78
- 2019 AW78
- 2019 AX78
- 2019 AY78
- 2019 AE79
- 2019 AH79
- 2019 AJ79
- 2019 AK79
- 2019 AL79
- 2019 AM79
- 2019 AO79
- 2019 AP79
- 2019 AQ79
- 2019 AR79
- 2019 AS79
- 2019 AT79
- 2019 AU79
- 2019 AV79
- 2019 AW79
- 2019 AY79
- 2019 AZ79
- 2019 AA80
- 2019 AB80
- 2019 AC80
- 2019 AD80
- 2019 AE80
- 2019 AF80
- 2019 AG80
- 2019 AK80
- 2019 AL80
- 2019 AO80
- 2019 AP80
- 2019 AQ80
- 2019 AR80
- 2019 AS80
- 2019 AV80
- 2019 AX80
- 2019 AY80
- 2019 AA81
- 2019 AB81
- 2019 AD81
- 2019 AE81
- 2019 AF81
- 2019 AG81
- 2019 AJ81
- 2019 AK81
- 2019 AN81
- 2019 AO81
- 2019 AP81
- 2019 AQ81
- 2019 AT81
- 2019 AU81
- 2019 AV81
- 2019 AW81
- 2019 AX81
- 2019 AA82
- 2019 AD82
- 2019 AE82
- 2019 AF82
- 2019 AH82
- 2019 AK82
- 2019 AN82
- 2019 AP82
- 2019 AQ82
- 2019 AR82
- 2019 AS82
- 2019 AT82
- 2019 AU82
- 2019 AV82
- 2019 AW82
- 2019 AX82
- 2019 AY82
- 2019 AZ82
- 2019 AA83
- 2019 AC83
- 2019 AD83
- 2019 AG83
- 2019 AK83
- 2019 AL83
- 2019 AM83
- 2019 AN83
- 2019 AQ83
- 2019 AR83
- 2019 AV83
- 2019 AW83
- 2019 AX83
- 2019 AY83
- 2019 AA84
- 2019 AB84
- 2019 AC84
- 2019 AD84
- 2019 AF84
- 2019 AG84
- 2019 AJ84
- 2019 AM84
- 2019 AP84
- 2019 AQ84
- 2019 AR84
- 2019 AS84
- 2019 AT84
- 2019 AU84
- 2019 AW84
- 2019 AX84
- 2019 AY84
- 2019 AA85
- 2019 AB85
- 2019 AF85
- 2019 AG85
- 2019 AH85
- 2019 AJ85
- 2019 AK85
- 2019 AL85
- 2019 AM85
- 2019 AN85
- 2019 AO85
- 2019 AP85
- 2019 AQ85
- 2019 AR85
- 2019 AS85
- 2019 AT85
- 2019 AU85
- 2019 AV85
- 2019 AW85
- 2019 AX85
- 2019 AY85
- 2019 AZ85
- 2019 AA86
- 2019 AB86
- 2019 AC86
- 2019 AD86
- 2019 AE86
- 2019 AF86
- 2019 AG86
- 2019 AH86
- 2019 AJ86
- 2019 AK86
- 2019 AL86
- 2019 AM86
- 2019 AO86
- 2019 AQ86
- 2019 AT86
- 2019 AW86
- 2019 AX86
- 2019 AY86
- 2019 AA87
- 2019 AB87
- 2019 AC87
- 2019 AD87
- 2019 AE87
- 2019 AF87
- 2019 AG87
- 2019 AK87
- 2019 AL87
- 2019 AN87
- 2019 AO87
- 2019 AP87
- 2019 AQ87
- 2019 AR87
- 2019 AT87
- 2019 AU87
- 2019 AW87
- 2019 AX87
- 2019 AZ87
- 2019 AA88
- 2019 AB88
- 2019 AD88
- 2019 AE88
- 2019 AF88
- 2019 AG88
- 2019 AH88
- 2019 AJ88
- 2019 AK88
- 2019 AL88
- 2019 AM88
- 2019 AN88
- 2019 AO88
- 2019 AR88
- 2019 AS88
- 2019 AT88
- 2019 AU88
- 2019 AV88
- 2019 AW88
- 2019 AX88
- 2019 AY88
- 2019 AZ88
- 2019 AA89
- 2019 AC89
- 2019 AD89
- 2019 AE89
- 2019 AF89
- 2019 AG89
- 2019 AH89
- 2019 AJ89
- 2019 AK89
- 2019 AL89
- 2019 AM89
- 2019 AN89
- 2019 AQ89
- 2019 AR89
- 2019 AS89
- 2019 AT89
- 2019 AU89
- 2019 AV89
- 2019 AW89
- 2019 AX89
- 2019 AY89
- 2019 AZ89
- 2019 AA90
- 2019 AB90
- 2019 AC90
- 2019 AD90
- 2019 AE90
- 2019 AF90
- 2019 AG90
- 2019 AH90
- 2019 AJ90
- 2019 AK90
- 2019 AL90
- 2019 AM90
- 2019 AN90
- 2019 AO90
- 2019 AP90
- 2019 AQ90
- 2019 AR90
- 2019 AS90
- 2019 AT90
- 2019 AU90
- 2019 AV90
- 2019 AX90
- 2019 AZ90
- 2019 AA91
- 2019 AB91
- 2019 AD91
- 2019 AE91
- 2019 AF91
- 2019 AH91
- 2019 AK91
- 2019 AL91
- 2019 AM91
- 2019 AN91
- 2019 AO91
- 2019 AP91
- 2019 AQ91
- 2019 AS91
- 2019 AT91
- 2019 AV91
- 2019 AW91
- 2019 AX91
- 2019 AY91
- 2019 AZ91
- 2019 AA92
- 2019 AB92
- 2019 AD92
- 2019 AE92
- 2019 AG92
- 2019 AJ92
- 2019 AM92
- 2019 AN92
- 2019 AO92
- 2019 AP92
- 2019 AQ92
- 2019 AS92
- 2019 AU92
- 2019 AV92
- 2019 AW92
- 2019 AX92
- 2019 AY92
- 2019 AB93
- 2019 AC93
- 2019 AD93
- 2019 AE93
- 2019 AF93
- 2019 AG93
- 2019 AH93
- 2019 AJ93
- 2019 AM93
- 2019 AN93
- 2019 AO93
- 2019 AP93
- 2019 AQ93
- 2019 AR93
- 2019 AS93
- 2019 AT93
- 2019 AU93
- 2019 AV93
- 2019 AW93
- 2019 AX93
- 2019 AY93
- 2019 AZ93
- 2019 AA94
- 2019 AB94
- 2019 AC94
- 2019 AD94
- 2019 AE94
- 2019 AF94
- 2019 AG94
- 2019 AH94
- 2019 AJ94
- 2019 AK94
- 2019 AL94
- 2019 AM94
- 2019 AN94
- 2019 AO94
- 2019 AP94
- 2019 AQ94
- 2019 AR94
- 2019 AS94
- 2019 AT94
- 2019 AU94
- 2019 AW94
- 2019 AY94
- 2019 AZ94
- 2019 AA95
- 2019 AB95
- 2019 AC95
- 2019 AD95
- 2019 AE95
- 2019 AF95
- 2019 AG95
- 2019 AH95
- 2019 AJ95
- 2019 AK95
- 2019 AM95
- 2019 AN95
- 2019 AO95
- 2019 AP95
- 2019 AQ95
- 2019 AR95
- 2019 AT95
- 2019 AU95
- 2019 AV95
- 2019 AW95
- 2019 AX95
- 2019 AY95
- 2019 AZ95
- 2019 AA96
- 2019 AB96
- 2019 AC96
- 2019 AD96
- 2019 AE96
- 2019 AF96
- 2019 AG96
- 2019 AH96
- 2019 AJ96
- 2019 AK96
- 2019 AL96
- 2019 AM96
- 2019 AN96
- 2019 AO96
- 2019 AR96
- 2019 AS96
- 2019 AT96
- 2019 AU96
- 2019 AV96
- 2019 AW96
- 2019 AX96
- 2019 AY96
- 2019 AA97
- 2019 AB97
- 2019 AD97
- 2019 AE97
- 2019 AF97
- 2019 AG97
- 2019 AH97
- 2019 AJ97
- 2019 AK97
- 2019 AL97
- 2019 AM97
- 2019 AN97
- 2019 AO97
- 2019 AQ97
- 2019 AR97
- 2019 AS97
- 2019 AT97
- 2019 AV97
- 2019 AW97
- 2019 AX97
- 2019 AY97
- 2019 AZ97
- 2019 AA98
- 2019 AC98
- 2019 AD98
- 2019 AE98
- 2019 AG98
- 2019 AH98
- 2019 AJ98
- 2019 AK98
- 2019 AM98
- 2019 AN98
- 2019 AO98
- 2019 AP98
- 2019 AQ98
- 2019 AR98
- 2019 AT98
- 2019 AU98
- 2019 AV98
- 2019 AW98
- 2019 AX98
- 2019 AY98
- 2019 AZ98
- 2019 AA99
- 2019 AB99
- 2019 AC99
- 2019 AE99
- 2019 AG99
- 2019 AH99
- 2019 AJ99
- 2019 AL99
- 2019 AM99
- 2019 AO99
- 2019 AP99
- 2019 AQ99
- 2019 AR99
- 2019 AT99
- 2019 AX99
- 2019 AY99
- 2019 AZ99
- 2019 AA100
- 2019 AB100
- 2019 AD100
- 2019 AF100
- 2019 AG100
- 2019 AH100
- 2019 AJ100
- 2019 AK100
- 2019 AL100
- 2019 AM100
- 2019 AN100
- 2019 AO100
- 2019 AP100
- 2019 AQ100
- 2019 AR100
- 2019 AS100
- 2019 AT100
- 2019 AU100
- 2019 AV100
- 2019 AW100
- 2019 AX100
- 2019 AY100
- 2019 AZ100
- 2019 AA101
- 2019 AB101
- 2019 AC101
- 2019 AD101
- 2019 AE101
- 2019 AF101
- 2019 AG101
- 2019 AJ101
- 2019 AK101
- 2019 AL101
- 2019 AM101
- 2019 AN101
- 2019 AP101
- 2019 AQ101
- 2019 AR101
- 2019 AS101
- 2019 AT101
- 2019 AU101
- 2019 AV101
- 2019 AW101
- 2019 AX101
- 2019 AY101
- 2019 AZ101
- 2019 AA102
- 2019 AB102
- 2019 AC102
- 2019 AD102
- 2019 AE102
- 2019 AF102
- 2019 AG102
- 2019 AH102
- 2019 AJ102
- 2019 AK102
- 2019 AL102
- 2019 AM102
- 2019 AN102
- 2019 AO102
- 2019 AP102
- 2019 AQ102
- 2019 AR102
- 2019 AS102
- 2019 AT102
- 2019 AU102
- 2019 AW102
- 2019 AX102
- 2019 AY102
- 2019 AZ102
- 2019 AA103
- 2019 AB103
- 2019 AC103
- 2019 AD103
- 2019 AE103
- 2019 AF103
- 2019 AG103
- 2019 AH103
- 2019 AJ103
- 2019 AK103
- 2019 AL103
- 2019 AN103
- 2019 AO103
- 2019 AQ103
- 2019 AR103
- 2019 AS103
- 2019 AT103
- 2019 AU103
- 2019 AV103
- 2019 AW103
- 2019 AX103
- 2019 AY103
- 2019 AZ103
- 2019 AB104
- 2019 AC104
- 2019 AD104
- 2019 AE104
- 2019 AF104
- 2019 AG104
- 2019 AJ104
- 2019 AM104
- 2019 AN104
- 2019 AO104
- 2019 AP104
- 2019 AR104
- 2019 AS104
- 2019 AT104
- 2019 AU104
- 2019 AW104
- 2019 AX104
- 2019 AY104
- 2019 AZ104
- 2019 AA105
- 2019 AB105
- 2019 AC105
- 2019 AD105
- 2019 AE105
- 2019 AF105
- 2019 AG105
- 2019 AH105
- 2019 AJ105
- 2019 AK105
- 2019 AL105
- 2019 AM105
- 2019 AN105
- 2019 AO105
- 2019 AP105
- 2019 AQ105
- 2019 AR105
- 2019 AS105
- 2019 AT105
- 2019 AU105
- 2019 AV105
- 2019 AW105
- 2019 AX105
- 2019 AZ105
- 2019 AA106
- 2019 AB106
- 2019 AC106
- 2019 AD106
- 2019 AE106
- 2019 AF106
- 2019 AG106
- 2019 AH106
- 2019 AJ106
- 2019 AK106
- 2019 AL106
- 2019 AM106
- 2019 AN106
- 2019 AO106
- 2019 AP106
- 2019 AR106
- 2019 AS106
- 2019 AT106
- 2019 AU106
- 2019 AV106
- 2019 AW106
- 2019 AX106
- 2019 AY106
- 2019 AZ106
- 2019 AA107
- 2019 AB107
- 2019 AC107
- 2019 AD107
- 2019 AE107
- 2019 AF107
- 2019 AG107
- 2019 AH107
- 2019 AJ107
- 2019 AK107
- 2019 AL107
- 2019 AM107
- 2019 AN107
- 2019 AO107
- 2019 AP107
- 2019 AQ107
- 2019 AR107
- 2019 AS107
- 2019 AT107
- 2019 AU107
- 2019 AV107
- 2019 AW107
- 2019 AX107
- 2019 AY107
- 2019 AZ107
- 2019 AB108
- 2019 AC108
- 2019 AD108
- 2019 AE108
- 2019 AF108
- 2019 AH108
- 2019 AJ108
- 2019 AK108
- 2019 AM108
- 2019 AN108
- 2019 AO108
- 2019 AP108
- 2019 AR108
- 2019 AS108
- 2019 AT108
- 2019 AU108
- 2019 AV108
- 2019 AW108
- 2019 AX108
- 2019 AZ108
- 2019 AA109
- 2019 AB109
- 2019 AC109
- 2019 AE109
- 2019 AF109
- 2019 AG109
- 2019 AH109
- 2019 AJ109
- 2019 AK109
- 2019 AL109
- 2019 AM109
- 2019 AN109
- 2019 AO109
- 2019 AP109
- 2019 AQ109
- 2019 AR109
- 2019 AS109
- 2019 AT109
- 2019 AU109
- 2019 AV109
- 2019 AW109
- 2019 AY109
- 2019 AZ109
- 2019 AA110
- 2019 AB110
- 2019 AD110
- 2019 AE110
- 2019 AF110
- 2019 AG110
- 2019 AH110
- 2019 AJ110
- 2019 AK110
- 2019 AL110
- 2019 AN110
- 2019 AO110
- 2019 AP110
- 2019 AQ110
- 2019 AS110
- 2019 AT110
- 2019 AU110
- 2019 AV110
- 2019 AX110
- 2019 AY110
- 2019 AZ110
- 2019 AA111
- 2019 AB111
- 2019 AC111
- 2019 AD111
- 2019 AE111
- 2019 AF111
- 2019 AG111
- 2019 AH111
- 2019 AJ111
- 2019 AK111
- 2019 AM111
- 2019 AO111
- 2019 AP111
- 2019 AQ111
- 2019 AR111
- 2019 AS111
- 2019 AT111
- 2019 AU111
- 2019 AW111
- 2019 AY111
- 2019 AA112
- 2019 AB112
- 2019 AD112
- 2019 AE112
- 2019 AF112
- 2019 AG112
- 2019 AH112
- 2019 AJ112
- 2019 AK112
- 2019 AL112
- 2019 AM112
- 2019 AN112
- 2019 AO112
- 2019 AP112
- 2019 AQ112
- 2019 AR112
- 2019 AS112
- 2019 AT112
- 2019 AU112
- 2019 AV112
- 2019 AY112
- 2019 AZ112
- 2019 AA113
- 2019 AB113
- 2019 AC113
- 2019 AD113
- 2019 AE113
- 2019 AF113
- 2019 AG113
- 2019 AJ113
- 2019 AK113
- 2019 AL113
- 2019 AM113
- 2019 AO113
- 2019 AP113
- 2019 AQ113
- 2019 AS113
- 2019 AT113
- 2019 AU113
- 2019 AV113
- 2019 AW113
- 2019 AX113
- 2019 AY113
- 2019 AZ113
- 2019 AA114
- 2019 AB114
- 2019 AC114
- 2019 AD114
- 2019 AE114
- 2019 AF114
- 2019 AG114
- 2019 AH114
- 2019 AJ114
- 2019 AK114
- 2019 AL114
- 2019 AN114
- 2019 AP114
- 2019 AQ114
- 2019 AR114
- 2019 AT114
- 2019 AU114
- 2019 AV114
- 2019 AW114
- 2019 AX114
- 2019 AY114
- 2019 AZ114
- 2019 AA115
- 2019 AB115
- 2019 AD115
- 2019 AE115
- 2019 AF115
- 2019 AG115
- 2019 AH115
- 2019 AJ115
- 2019 AK115
- 2019 AL115
- 2019 AM115
- 2019 AN115
- 2019 AO115
- 2019 AP115
- 2019 AQ115
- 2019 AR115
- 2019 AS115
- 2019 AU115
- 2019 AV115
- 2019 AW115
- 2019 AY115
- 2019 AZ115
- 2019 AA116
- 2019 AB116
- 2019 AD116
- 2019 AE116
- 2019 AF116
- 2019 AG116
- 2019 AJ116
- 2019 AK116
- 2019 AL116
- 2019 AM116
- 2019 AN116
- 2019 AO116
- 2019 AP116
- 2019 AQ116
- 2019 AR116
- 2019 AS116
- 2019 AT116
- 2019 AU116
- 2019 AV116
- 2019 AW116
- 2019 AX116
- 2019 AY116
- 2019 AA117
- 2019 AB117
- 2019 AD117
- 2019 AE117
- 2019 AF117
- 2019 AH117
- 2019 AJ117
- 2019 AL117
- 2019 AM117
- 2019 AN117
- 2019 AO117
- 2019 AQ117
- 2019 AR117
- 2019 AS117
- 2019 AT117
- 2019 AU117
- 2019 AV117
- 2019 AW117
- 2019 AX117
- 2019 AY117
- 2019 AZ117
- 2019 AA118
- 2019 AB118
- 2019 AC118
- 2019 AD118
- 2019 AF118
- 2019 AG118
- 2019 AH118
- 2019 AJ118
- 2019 AK118
- 2019 AL118
- 2019 AM118
- 2019 AN118
- 2019 AO118
- 2019 AP118
- 2019 AR118
- 2019 AS118
- 2019 AT118
- 2019 AU118
- 2019 AV118
- 2019 AW118
- 2019 AZ118
- 2019 AA119
- 2019 AB119
- 2019 AC119
- 2019 AD119
- 2019 AE119
- 2019 AF119
- 2019 AG119
- 2019 AH119
- 2019 AK119
- 2019 AL119
- 2019 AM119
- 2019 AN119
- 2019 AO119
- 2019 AP119
- 2019 AQ119
- 2019 AS119
- 2019 AT119
- 2019 AU119
- 2019 AW119
- 2019 AX119
- 2019 AY119
- 2019 AZ119
- 2019 AA120
- 2019 AB120
- 2019 AC120
- 2019 AD120
- 2019 AE120
- 2019 AF120
- 2019 AG120
- 2019 AH120
- 2019 AJ120
- 2019 AK120
- 2019 AL120
- 2019 AM120
- 2019 AN120
- 2019 AO120
- 2019 AP120
- 2019 AQ120
- 2019 AR120
- 2019 AS120
- 2019 AT120
- 2019 AU120
- 2019 AV120
- 2019 AW120
- 2019 AX120
- 2019 AY120
- 2019 AZ120
- 2019 AA121
- 2019 AB121
- 2019 AC121
- 2019 AD121
- 2019 AE121
- 2019 AF121
- 2019 AG121
- 2019 AH121
- 2019 AJ121
- 2019 AK121
- 2019 AL121
- 2019 AM121
- 2019 AN121
- 2019 AO121
- 2019 AP121
- 2019 AQ121
- 2019 AR121
- 2019 AS121
- 2019 AT121
- 2019 AU121
- 2019 AV121
- 2019 AX121
- 2019 AY121
- 2019 AZ121
- 2019 AA122
- 2019 AB122
- 2019 AC122
- 2019 AD122
- 2019 AE122
- 2019 AF122
- 2019 AG122
- 2019 AH122
- 2019 AJ122
- 2019 AK122
- 2019 AL122
- 2019 AM122
- 2019 AN122
- 2019 AO122
- 2019 AP122
- 2019 AQ122
- 2019 AR122
- 2019 AS122
- 2019 AT122
- 2019 AU122
- 2019 AV122
- 2019 AW122
- 2019 AX122
- 2019 AY122
- 2019 AZ122
- 2019 AA123
- 2019 AB123
- 2019 AC123
- 2019 AE123
- 2019 AF123
- 2019 AG123
- 2019 AH123
- 2019 AJ123
- 2019 AK123
- 2019 AL123
- 2019 AM123
- 2019 AN123
- 2019 AO123
- 2019 AP123
- 2019 AQ123
- 2019 AR123
- 2019 AS123
- 2019 AT123
- 2019 AU123
- 2019 AV123
- 2019 AW123
- 2019 AX123
- 2019 AY123
- 2019 AZ123
- 2019 AA124
- 2019 AB124
- 2019 AC124
- 2019 AD124
- 2019 AE124
- 2019 AF124
- 2019 AG124
- 2019 AH124
- 2019 AJ124
- 2019 AL124
- 2019 AM124
- 2019 AN124
- 2019 AO124
- 2019 AP124
- 2019 AQ124
- 2019 AR124
- 2019 AS124
- 2019 AT124
- 2019 AU124
- 2019 AV124
- 2019 AW124
- 2019 AX124
- 2019 AY124
- 2019 AZ124
- 2019 AA125
- 2019 AB125
- 2019 AC125
- 2019 AD125
- 2019 AF125
- 2019 AG125
- 2019 AH125
- 2019 AJ125
- 2019 AK125
- 2019 AL125
- 2019 AM125
- 2019 AN125
- 2019 AO125
- 2019 AP125
- 2019 AQ125
- 2019 AR125
- 2019 AS125
- 2019 AT125
- 2019 AU125
- 2019 AV125
- 2019 AW125
- 2019 AX125
- 2019 AY125
- 2019 AZ125
- 2019 AA126
- 2019 AB126
- 2019 AC126
- 2019 AD126
- 2019 AE126
- 2019 AF126
- 2019 AG126
- 2019 AH126
- 2019 AJ126
- 2019 AK126
- 2019 AM126
- 2019 AN126
- 2019 AO126
- 2019 AP126
- 2019 AQ126
- 2019 AR126
- 2019 AS126
- 2019 AT126
- 2019 AU126
- 2019 AV126
- 2019 AW126
- 2019 AX126
- 2019 AY126
- 2019 AZ126
- 2019 AA127
- 2019 AB127
- 2019 AC127
- 2019 AD127
- 2019 AE127
- 2019 AF127
- 2019 AG127
- 2019 AH127
- 2019 AJ127
- 2019 AK127
- 2019 AL127
- 2019 AM127
- 2019 AN127
- 2019 AO127
- 2019 AP127
- 2019 AQ127
- 2019 AR127
- 2019 AS127
- 2019 AT127
- 2019 AU127
- 2019 AV127
- 2019 AW127
- 2019 AX127
- 2019 AY127
- 2019 AZ127
- 2019 AA128
- 2019 AB128
- 2019 AC128
- 2019 AD128
- 2019 AE128
- 2019 AF128
- 2019 AG128
- 2019 AH128
- 2019 AL128
- 2019 AM128
- 2019 AN128
- 2019 AO128
- 2019 AP128
- 2019 AQ128
- 2019 AR128
- 2019 AS128
- 2019 AT128
- 2019 AU128
- 2019 AV128
- 2019 AW128
- 2019 AX128
- 2019 AY128
- 2019 AZ128
- 2019 AA129
- 2019 AB129
- 2019 AC129
- 2019 AD129
- 2019 AE129
- 2019 AF129
- 2019 AG129
- 2019 AH129
- 2019 AJ129
- 2019 AK129
- 2019 AL129
- 2019 AM129
- 2019 AN129
- 2019 AO129
- 2019 AP129
- 2019 AQ129
- 2019 AR129
- 2019 AS129
- 2019 AT129
- 2019 AU129
- 2019 AV129
- 2019 AW129
- 2019 AX129
- 2019 AY129
- 2019 AZ129
- 2019 AA130
- 2019 AB130
- 2019 AC130
- 2019 AD130
- 2019 AE130
- 2019 AF130
- 2019 AG130
- 2019 AH130
- 2019 AJ130
- 2019 AK130
- 2019 AM130
- 2019 AN130
- 2019 AO130
- 2019 AQ130
- 2019 AR130
- 2019 AS130
- 2019 AV130
- 2019 AW130
- 2019 AX130
- 2019 AY130
- 2019 AZ130
- 2019 AA131
- 2019 AB131
- 2019 AC131
- 2019 AD131
- 2019 AE131
- 2019 AG131
- 2019 AH131
- 2019 AJ131
- 2019 AK131
- 2019 AM131
- 2019 AN131
- 2019 AO131
- 2019 AP131
- 2019 AR131
- 2019 AS131
- 2019 AT131
- 2019 AU131
- 2019 AV131
- 2019 AW131
- 2019 AX131
- 2019 AY131
- 2019 AZ131
- 2019 AA132
- 2019 AB132
- 2019 AD132
- 2019 AE132
- 2019 AF132
- 2019 AG132
- 2019 AH132
- 2019 AJ132
- 2019 AM132
- 2019 AN132
- 2019 AO132
- 2019 AP132
- 2019 AQ132
- 2019 AS132
- 2019 AT132
- 2019 AU132
- 2019 AV132
- 2019 AW132
- 2019 AX132
- 2019 AY132
- 2019 AZ132
- 2019 AA133
- 2019 AC133
- 2019 AE133
- 2019 AG133
- 2019 AH133
- 2019 AJ133
- 2019 AK133
- 2019 AL133
- 2019 AM133
- 2019 AN133
- 2019 AO133
- 2019 AP133
- 2019 AR133
- 2019 AT133
- 2019 AV133
- 2019 AX133
- 2019 AY133
- 2019 AA134
- 2019 AB134
- 2019 AC134
- 2019 AD134
- 2019 AE134
- 2019 AF134
- 2019 AG134
- 2019 AH134
- 2019 AJ134
- 2019 AK134
- 2019 AL134
- 2019 AM134
- 2019 AN134
- 2019 AO134
- 2019 AP134
- 2019 AQ134
- 2019 AR134
- 2019 AS134
- 2019 AT134
- 2019 AU134
- 2019 AV134
- 2019 AW134
- 2019 AX134
- 2019 AY134
- 2019 AZ134
- 2019 AA135
- 2019 AB135
- 2019 AC135
- 2019 AD135
- 2019 AE135
- 2019 AF135
- 2019 AG135
- 2019 AH135
- 2019 AJ135
- 2019 AK135
- 2019 AL135
- 2019 AM135
- 2019 AN135
- 2019 AO135
- 2019 AP135
- 2019 AQ135
- 2019 AR135
- 2019 AS135
- 2019 AT135
- 2019 AU135
- 2019 AV135
- 2019 AW135
- 2019 AX135
- 2019 AY135
- 2019 AZ135
- 2019 AA136
- 2019 AB136
- 2019 AC136
- 2019 AD136
- 2019 AE136
- 2019 AF136
- 2019 AG136
- 2019 AH136
- 2019 AJ136
- 2019 AK136
- 2019 AL136
- 2019 AM136
- 2019 AN136
- 2019 AO136
- 2019 AP136
- 2019 AQ136
- 2019 AR136
- 2019 AS136
- 2019 AT136
- 2019 AU136
- 2019 AV136
- 2019 AW136
- 2019 AX136
- 2019 AY136
- 2019 AZ136
- 2019 AA137
- 2019 AB137
- 2019 AC137
- 2019 AD137
- 2019 AE137
- 2019 AF137
- 2019 AG137
- 2019 AJ137
- 2019 AK137
- 2019 AL137
- 2019 AM137
- 2019 AN137
- 2019 AO137
- 2019 AP137
- 2019 AQ137
- 2019 AR137
- 2019 AS137
- 2019 AT137
- 2019 AU137
- 2019 AV137
- 2019 AW137
- 2019 AX137
- 2019 AY137
- 2019 AZ137
- 2019 AA138
- 2019 AB138
- 2019 AC138
- 2019 AD138
- 2019 AE138
- 2019 AF138
- 2019 AG138
- 2019 AH138
- 2019 AJ138
- 2019 AK138
- 2019 AL138
- 2019 AM138
- 2019 AN138
- 2019 AO138
- 2019 AP138
- 2019 AQ138
- 2019 AR138
- 2019 AS138
- 2019 AT138
- 2019 AU138
- 2019 AV138
- 2019 AW138
- 2019 AX138
- 2019 AY138
- 2019 AZ138
- 2019 AA139
- 2019 AB139
- 2019 AC139
- 2019 AD139
- 2019 AE139
- 2019 AF139
- 2019 AG139
- 2019 AH139
- 2019 AJ139
- 2019 AK139
- 2019 AL139
- 2019 AM139
- 2019 AN139
- 2019 AO139
- 2019 AP139
- 2019 AQ139
- 2019 AR139
- 2019 AS139
- 2019 AT139
- 2019 AU139
- 2019 AV139
- 2019 AW139
- 2019 AX139
- 2019 AY139
- 2019 AA140
- 2019 AB140
- 2019 AC140
- 2019 AD140
- 2019 AF140
- 2019 AG140
- 2019 AH140
- 2019 AJ140
- 2019 AK140
- 2019 AL140
- 2019 AM140
- 2019 AN140
- 2019 AO140
- 2019 AP140
- 2019 AR140
- 2019 AS140
- 2019 AT140
- 2019 AU140
- 2019 AV140
- 2019 AW140
- 2019 AX140
- 2019 AY140
- 2019 AZ140
- 2019 AA141
- 2019 AB141
- 2019 AC141
- 2019 AD141
- 2019 AE141
- 2019 AF141
- 2019 AG141
- 2019 AH141
- 2019 AJ141
- 2019 AK141
- 2019 AL141
- 2019 AM141
- 2019 AN141
- 2019 AO141
- 2019 AP141
- 2019 AQ141
- 2019 AR141
- 2019 AT141
- 2019 AU141
- 2019 AV141
- 2019 AW141
- 2019 AX141
- 2019 AY141
- 2019 AZ141
- 2019 AA142
- 2019 AC142
- 2019 AD142
- 2019 AE142
- 2019 AF142
- 2019 AG142
- 2019 AH142
- 2019 AJ142
- 2019 AK142
- 2019 AL142
- 2019 AM142
- 2019 AN142
- 2019 AO142
- 2019 AP142
- 2019 AQ142
- 2019 AR142
- 2019 AS142
- 2019 AT142
- 2019 AU142
- 2019 AW142
- 2019 AX142
- 2019 AY142
- 2019 AA143
- 2019 AC143
- 2019 AE143
- 2019 AF143
- 2019 AH143
- 2019 AJ143
- 2019 AK143
- 2019 AL143
- 2019 AM143
- 2019 AN143
- 2019 AO143
- 2019 AP143
- 2019 AQ143
- 2019 AR143
- 2019 AT143
- 2019 AU143
- 2019 AV143
- 2019 AW143
- 2019 AX143
- 2019 AY143
- 2019 AZ143
- 2019 AA144
- 2019 AB144
- 2019 AC144
- 2019 AD144
- 2019 AE144
- 2019 AF144
- 2019 AG144
- 2019 AH144
- 2019 AJ144
- 2019 AK144
- 2019 AL144
- 2019 AM144
- 2019 AN144
- 2019 AO144
- 2019 AP144
- 2019 AQ144
- 2019 AR144
- 2019 AS144
- 2019 AT144
- 2019 AU144
- 2019 AV144
- 2019 AW144
- 2019 AX144
- 2019 AY144
- 2019 AZ144
- 2019 AA145
- 2019 AB145
- 2019 AC145
- 2019 AD145
- 2019 AE145
- 2019 AF145
- 2019 AG145
- 2019 AH145
- 2019 AJ145
- 2019 AK145
- 2019 AL145
- 2019 AM145
- 2019 AN145
- 2019 AO145
- 2019 AP145
- 2019 AQ145
- 2019 AR145
- 2019 AS145
- 2019 AT145
- 2019 AU145
- 2019 AV145
- 2019 AW145
- 2019 AX145
- 2019 AZ145
- 2019 AA146
- 2019 AB146
- 2019 AC146
- 2019 AD146
- 2019 AE146
- 2019 AF146
- 2019 AG146
- 2019 AH146
- 2019 AJ146
- 2019 AK146
- 2019 AL146
- 2019 AM146
- 2019 AN146
- 2019 AO146
- 2019 AP146
- 2019 AQ146
- 2019 AR146
- 2019 AS146
- 2019 AT146
- 2019 AU146
- 2019 AV146
- 2019 AW146
- 2019 AX146
- 2019 AY146
- 2019 AA147
- 2019 AB147
- 2019 AC147
- 2019 AD147
- 2019 AE147
- 2019 AF147
- 2019 AG147
- 2019 AH147
- 2019 AJ147
- 2019 AK147
- 2019 AL147
- 2019 AM147
- 2019 AN147
- 2019 AO147
- 2019 AP147
- 2019 AQ147
- 2019 AR147
- 2019 AS147
- 2019 AT147
- 2019 AU147
- 2019 AV147
- 2019 AW147
- 2019 AX147
- 2019 AY147
- 2019 AZ147
- 2019 AA148
- 2019 AB148
- 2019 AC148
- 2019 AE148
- 2019 AF148
- 2019 AG148
- 2019 AH148
- 2019 AJ148
- 2019 AK148
- 2019 AL148
- 2019 AM148
- 2019 AN148
- 2019 AO148
- 2019 AP148
- 2019 AQ148
- 2019 AR148
- 2019 AS148
- 2019 AT148
- 2019 AU148
- 2019 AV148
- 2019 AW148
- 2019 AX148
- 2019 AY148
- 2019 AZ148
- 2019 AA149
- 2019 AB149
- 2019 AC149
- 2019 AE149
- 2019 AF149
- 2019 AG149
- 2019 AJ149
- 2019 AK149
- 2019 AL149
- 2019 AM149
- 2019 AN149
- 2019 AP149
- 2019 AQ149
- 2019 AR149
- 2019 AS149
- 2019 AT149
- 2019 AU149
- 2019 AV149
- 2019 AW149
- 2019 AX149
- 2019 AY149
- 2019 AZ149
- 2019 AA150
- 2019 AB150
- 2019 AC150
- 2019 AD150
- 2019 AE150
- 2019 AF150
- 2019 AG150
- 2019 AH150
- 2019 AJ150
- 2019 AK150
- 2019 AL150
- 2019 AM150
- 2019 AO150
- 2019 AP150
- 2019 AQ150
- 2019 AR150
- 2019 AS150
- 2019 AT150
- 2019 AU150
- 2019 AV150
- 2019 AW150
- 2019 AX150
- 2019 AY150
- 2019 AZ150
- 2019 AA151
- 2019 AB151
- 2019 AC151
- 2019 AD151
- 2019 AE151
- 2019 AF151
- 2019 AG151
- 2019 AH151
- 2019 AJ151
- 2019 AK151
- 2019 AL151
- 2019 AM151
- 2019 AN151
- 2019 AP151
- 2019 AQ151
- 2019 AR151
- 2019 AS151
- 2019 AT151
- 2019 AU151
- 2019 AV151
- 2019 AW151
- 2019 AX151
- 2019 AY151
- 2019 AZ151
- 2019 AA152
- 2019 AB152
- 2019 AC152
- 2019 AD152
- 2019 AE152
- 2019 AF152
- 2019 AG152
- 2019 AH152
- 2019 AJ152
- 2019 AK152
- 2019 AL152
- 2019 AM152
- 2019 AN152
- 2019 AO152
- 2019 AP152
- 2019 AQ152
- 2019 AR152
- 2019 AS152

### Du 16 au 31 janvier 2019
- 2019 BA
- 2019 BD
- 2019 BF
- 2019 BG
- 2019 BH
- 2019 BJ
- 2019 BK
- 2019 BL
- 2019 BM
- 2019 BN
- 2019 BO
- 2019 BQ
- 2019 BW
- 2019 BZ
- 2019 BB1
- 2019 BC1
- 2019 BE1
- 2019 BF1
- 2019 BG1
- 2019 BH1
- 2019 BJ1
- 2019 BK1
- 2019 BL1
- 2019 BM1
- 2019 BN1
- 2019 BP1
- 2019 BQ1
- 2019 BS1
- 2019 BT1
- 2019 BU1
- 2019 BV1
- 2019 BW1
- 2019 BX1
- 2019 BA2
- 2019 BB2
- 2019 BC2
- 2019 BD2
- 2019 BF2
- 2019 BG2
- 2019 BH2
- 2019 BJ2
- 2019 BK2
- 2019 BL2
- 2019 BM2
- 2019 BN2
- 2019 BO2
- 2019 BP2
- 2019 BQ2
- 2019 BR2
- 2019 BS2
- 2019 BT2
- 2019 BU2
- 2019 BV2
- 2019 BX2
- 2019 BY2
- 2019 BA3
- 2019 BB3
- 2019 BC3
- 2019 BD3
- 2019 BE3
- 2019 BF3
- 2019 BG3
- 2019 BH3
- 2019 BL3
- 2019 BM3
- 2019 BN3
- 2019 BQ3
- 2019 BR3
- 2019 BS3
- 2019 BT3
- 2019 BU3
- 2019 BV3
- 2019 BW3
- 2019 BX3
- 2019 BY3
- 2019 BZ3
- 2019 BB4
- 2019 BC4
- 2019 BD4
- 2019 BE4
- 2019 BF4
- 2019 BG4
- 2019 BH4
- 2019 BJ4
- 2019 BK4
- 2019 BL4
- 2019 BM4
- 2019 BN4
- 2019 BO4
- 2019 BP4
- 2019 BQ4
- 2019 BS4
- 2019 BT4
- 2019 BV4
- 2019 BX4
- 2019 BY4
- 2019 BZ4
- 2019 BA5
- 2019 BB5
- 2019 BC5
- 2019 BD5
- 2019 BE5
- 2019 BF5
- 2019 BG5
- 2019 BH5
- 2019 BJ5
- 2019 BK5
- 2019 BM5
- 2019 BO5
- 2019 BQ5
- 2019 BY5
- 2019 BF6
- 2019 BS6
- 2019 BT6
- 2019 BX6
- 2019 BC7
- 2019 BG7
- 2019 BJ7
- 2019 BM7
- 2019 BN7
- 2019 BQ7
- 2019 BR7
- 2019 BC8
- 2019 BF8
- 2019 BJ8
- 2019 BN8
- 2019 BO8
- 2019 BQ8
- 2019 BT8
- 2019 BV8
- 2019 BX8
- 2019 BZ8
- 2019 BB9
- 2019 BC9
- 2019 BD9
- 2019 BE9
- 2019 BG9
- 2019 BH9
- 2019 BL9
- 2019 BM9
- 2019 BN9
- 2019 BO9
- 2019 BP9
- 2019 BR9
- 2019 BS9
- 2019 BX9
- 2019 BZ9
- 2019 BA10
- 2019 BB10
- 2019 BD10
- 2019 BF10
- 2019 BG10
- 2019 BH10
- 2019 BK10
- 2019 BL10
- 2019 BM10
- 2019 BN10
- 2019 BQ10
- 2019 BR10
- 2019 BS10
- 2019 BT10
- 2019 BU10
- 2019 BV10
- 2019 BX10
- 2019 BY10
- 2019 BB11
- 2019 BC11
- 2019 BJ11
- 2019 BK11
- 2019 BM11
- 2019 BN11
- 2019 BP11
- 2019 BR11
- 2019 BS11
- 2019 BT11
- 2019 BU11
- 2019 BV11
- 2019 BW11
- 2019 BX11
- 2019 BY11
- 2019 BZ11
- 2019 BA12
- 2019 BB12
- 2019 BC12
- 2019 BD12
- 2019 BE12
- 2019 BF12
- 2019 BG12
- 2019 BH12
- 2019 BJ12
- 2019 BK12
- 2019 BL12
- 2019 BN12
- 2019 BO12
- 2019 BP12
- 2019 BQ12
- 2019 BR12
- 2019 BS12
- 2019 BT12
- 2019 BU12
- 2019 BV12
- 2019 BW12
- 2019 BY12
- 2019 BZ12
- 2019 BA13
- 2019 BC13
- 2019 BD13
- 2019 BE13
- 2019 BG13
- 2019 BH13
- 2019 BJ13
- 2019 BK13
- 2019 BL13
- 2019 BM13
- 2019 BN13
- 2019 BO13
- 2019 BP13
- 2019 BQ13
- 2019 BR13
- 2019 BS13
- 2019 BT13
- 2019 BU13
- 2019 BV13
- 2019 BW13
- 2019 BX13
- 2019 BY13
- 2019 BZ13
- 2019 BA14
- 2019 BB14
- 2019 BC14
- 2019 BD14
- 2019 BE14
- 2019 BF14
- 2019 BG14
- 2019 BH14
- 2019 BJ14
- 2019 BK14
- 2019 BL14
- 2019 BM14
- 2019 BN14
- 2019 BO14
- 2019 BP14
- 2019 BQ14
- 2019 BR14
- 2019 BS14
- 2019 BT14
- 2019 BU14
- 2019 BV14
- 2019 BW14
- 2019 BX14
- 2019 BY14
- 2019 BZ14
- 2019 BA15
- 2019 BB15
- 2019 BC15
- 2019 BE15
- 2019 BF15
- 2019 BG15